# The Back of Love
«The Back of Love» — це пісня британського пост-панк-гурту, Echo & the Bunnymen, яка була випущена, в травні 1982, року. В томуж місяці вона досягла 19-тої, позиції, в UK Singles Chart, і також 24-тої позиції в Irish Singles Chart, в Великої Британії пісня мала успіх, потім пісня увійшла в студійний альбом Porcupine, який був випущений в 1983, році. На обкладинці синглу зображено картину, яка називається, «Обіцянка», автором якої є художник, Генрі Скотт Тьюк.